# L'Argentière-la-Bessée
L'Argentière-la-Bessée es una comuna francesa situada en el departamento de Altos Alpes, en la región de Provenza-Alpes-Costa Azul.

## Demografía
| 2238 | 2395 | 2434 | 2497 | 2191 | 2289 | 2268 |
| Para los censos de 1962 a 1999 la población legal corresponde a la población sin duplicidades (Fuente: INSEE [Consultar]) |      |      |      |      |      |      |